# Boquila
Boquila, monotipski rod dvosupnica iz porodice lardizabalevki čiji je jedini predstavnik B. trifoliolata, puzavica iz kišnih šuma Čilea i Argentine. 
B. trifoliolata ima neke mimikrijske karakteristike, zbog kojih je prozvana kameleonskom lozom. Kao puzavica puže po tlu i ovisno o drvetu na kojega će se uspet mijenja oblik, boju i veličinu svoga lista, po čemu je jedinstvena na svijetu.
- B. trifoliolata
- B. trifoliolata

## Sinonimi
- Boquila discolor (Kunze ex Poepp. & Endl.) Decne.
- Boquila trifoliolata var. discolor (Kunze ex Poepp. & Endl.) Gay
- Lardizabala discolor Kunze ex Poepp. & Endl.
- Lardizabala trifoliolata DC.